# スイスの河川の一覧

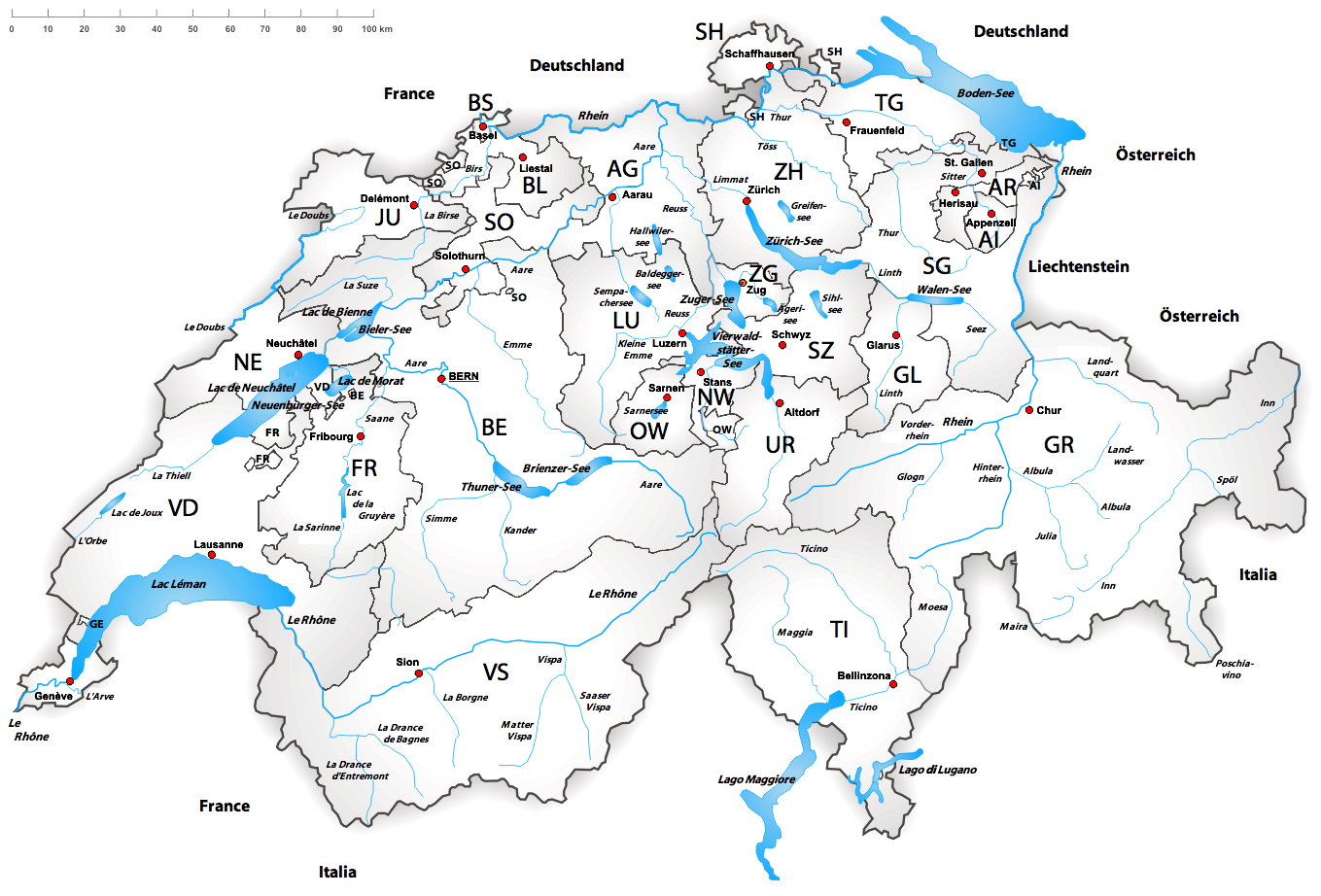
スイスの河川

スイスの河川の一覧はスイス国内を流れる箇所が100キロメートル以上となる河川の一覧である。これらの内、ライン川は複数の国を流れる国際河川であり、スイス国内を流れる河川の内最も全長が長い。
| 河川名     | 長さ   | 面積       | 備考                             |
| ---------- | ------ | ---------- | -------------------------------- |
| ライン川   | 375 km | 36,494 km2 | ドイツなどを経て北海へ           |
| アーレ川   | 295 km | 17,779 km2 | ライン川の支流                   |
| ローヌ川   | 264 km | 10,403 km2 | 地中海へ                         |
| ロイス川   | 158 km | 03,425 km2 | アーレ川の支流                   |
| リマト川   | 140 km | 02,416 km2 | リンス川と呼称される場合もある   |
| ザーネ川   | 128 km | 01,892 km2 | サリーヌ川と呼称される場合もある |
| トゥール川 | 125 km | 01,724 km2 | ライン川の支流                   |
| イン川     | 104 km | 02,150 km2 | ドナウ川の支流                   |